# Projet PURE
Le Projet PURE est un projet de recherche sur le stockage de l'énergie sous forme d'hydrogène, déployé aux Shetland au Royaume-Uni. Deux aérogénérateurs sont associés à un électrolyseur pour produire de l'hydrogène lorsqu'il y a du vent. Le système est le seul projet au monde à l'heure actuelle à être complètement indépendant du réseau électrique. Il alimente en électricité quelques bâtiments locaux et est capable de garantir une puissance minimale en l'absence de vent grâce à ses réserves d'hydrogène et à une pile à combustible.